# Molophilus nodicornis
Molophilus nodicornis är en tvåvingeart som beskrevs av Paul Lackschewitz 1935. Molophilus nodicornis ingår i släktet Molophilus och familjen småharkrankar. Inga underarter finns listade i Catalogue of Life.